# Anax junius
Anax junius je vrsta kačjega pastirja iz družine dev, razširjena po večjem delu Severne Amerike in v Vzhodni Aziji.

## Opis
Odrasli dosežejo 76 mm telesne dolžine in 80 mm prek kril, s čimer je eden od večjih predstavnikov raznokrilih kačjih pastirjev oz. kačjih pastirjev nasploh.
Samci in samice imajo zeleno glavo z velikimi očmi, zeleno oprsje in črno progo po hrbtni strani zadka, ki se proti konici razširja. Pri samcih je prvi člen zadka enake barve kot oprsje, naslednjih 2 do 6 členov je živomodrih, naprej proti konici pa nato barva spet prehaja v bledo zeleno ali rjavo. Večina samic ima prva dva člena zadka zelena in ostale rjavkaste, medtem ko so nekatere samice po obarvanosti bolj podobne samcem. Krila so pri obeh spolih prozorna, z rahlim jantarnim odtenkom.

## Ekologija in razširjenost
Odrasle najdemo v raznolikih habitatih, običajno v bližini sladkovodnih teles, na selitvi pa lahko tudi daleč od vode. Ličinke se razvijajo v jezerih, ribnikih in počasi tekočih potokih na globini do pol metra. Plenijo vse, kar je manjše od njih, vključno z drugimi vodnimi žuželkami, paglavci in manjšimi ribami, njih pa plenijo večje ribe in dvoživke. Niti kanibalizem med ličinkami ni redek pojav. Odrasli pretežno lovijo žuželke v letu, zabeležen pa je tudi primer, ko je A. junius uplenil kolibrija. Včasih se zbirajo v večje gruče in lahko povzročajo škodo v čebelarstvu, zlasti ko lovijo matice in trote med svatbenim poletom.
Območje razširjenosti obsega celotno ozemlje Združenih držav Amerike, jug Kanade na severu in dele Mehike na jugu, posamične osebke pa je možno opazovati tudi v mehiških pokrajinah Jukatan in Veracruz ter v Belizeju. Poleg tega živijo stalne populacije na Havajih, Tahitiju, v delih Kitajske in Jugovzhodne Azije ter na Kamčatki. Pri tem se ne pojavlja na celotnem območju hkrati; za vrsto so značilni večgeneracijski letni cikli selitev, pri katerih osebki letijo 600 km ali več med krajem, kjer so se izlegli, ter krajem, kjer se bodo razmnoževali in odlagali jajčeca. Vsak letni cikel sestavljajo tri generacije: prva se izleže med februarjem in majem na južnem delu območja razširjenosti, se odseli na sever in se tam razmnoži ter umre. Druga, poletna generacija se seli v obratni smeri, tretja pa se izleže na jugu novembra in ostane tam čez zimo.
Vrsta zaradi pogostosti in razširjenosti ne velja za ogroženo.